# Ritu
Un ritu (del llatí ritus, "costum") és un conjunt de cerimònies presents en qualsevol tipus de culte, que indiquen la manera de celebrar un acte o festa. És ritus tota activitat quotidiana quan és "sagrada" per a la persona que la fa, en el sentit que li dona importància i presència mental o plena consciència. Per extensió, ho és en certes activitats de cultes; religiosos, màgics o d'altre tipus; que impliquen presència mental i, si hi ha públic, física, i que amb el temps han acabat acumulant tradicions i normes, escrites o no, que poden incloure un cert tipus d'actitud, de vestuari, ornamentació, disposició de les persones, moviments, algunes accions, el seu ordre i la manera d'executar-les, per exemple. És a dir, una certa dramatúrgia i una posada en escena. Es considera els ritus més antics com les primeres arts escèniques, predecessors del teatre i la dansa actuals.
Pot tractar-se d'un acte religiós o cerimonial repetit invariablement, d'acord amb unes normes estrictes. Els ritus són les celebracions dels mites i, per tant, no es poden entendre separadament. Tenen un caràcter simbòlic, expressió del contingut dels mites. La celebració dels ritus (ritual) pot consistir en festes i cerimònies, de caràcter més o menys solemne, segons pautes que estableix, per exemple, la tradició o l'autoritat religiosa.

## Etimologia
La paraula prové del terme llatí ritus,-us que significa "costum", execució ordenada d'una acció complexa que hom considera sagrada, que s'efectua segons un conjunt de normes.

## Principals tipus
- D'iniciació: fa públic que un individu és admès com a membre en una societat o que ha assolit la maduresa social.[2]
- De trànsit o de pas, es donen en moments de canvi al Cicle biològic d'una persona (naixement, pubertat, aparellament, mort), com per exemple:
  - Matrimoni: per anunciar públicament que dues persones es fan parella.
  - Funeral: per acomiadar a algú que mor.
- De gratitud: per agrair una persona o grup, un esdeveniment positiu o un no-esdeveniment negatiu, un concepte (la vida, la natura, etc.)
- D'expiació: per demanar perdó i superar la culpabilitat.
- De purificació: treuen les impureses i dignifiquen davant la divinitat.
- Exorcismes: per allunyar els mals esperits.
- De consagració: de persones (reis, sacerdots), animals, objectes o llocs (temples).
- I, en general, relatius a fenòmens naturals, com els solsticis o la pluja, i de commemoració d'esdeveniments, com l'aniversari d'un naixement o d'un fet fundacional.

### Ritu religiós
En algunes religions, els ritus pot dur-los a terme qualsevol creient, mentre que en d'altres es necessita la mediació d'una persona o institució especial: l'oficiant. Aquesta és la diferència que existeix entre les religions individualistes com, per exemple, la religió dels esquimals, i les religions comunitàries i eclesiàstiques, com la cristiana o la islàmica, que pressuposen la tasca d'un sacerdot o mediador.